# Johannes Voggenhuber

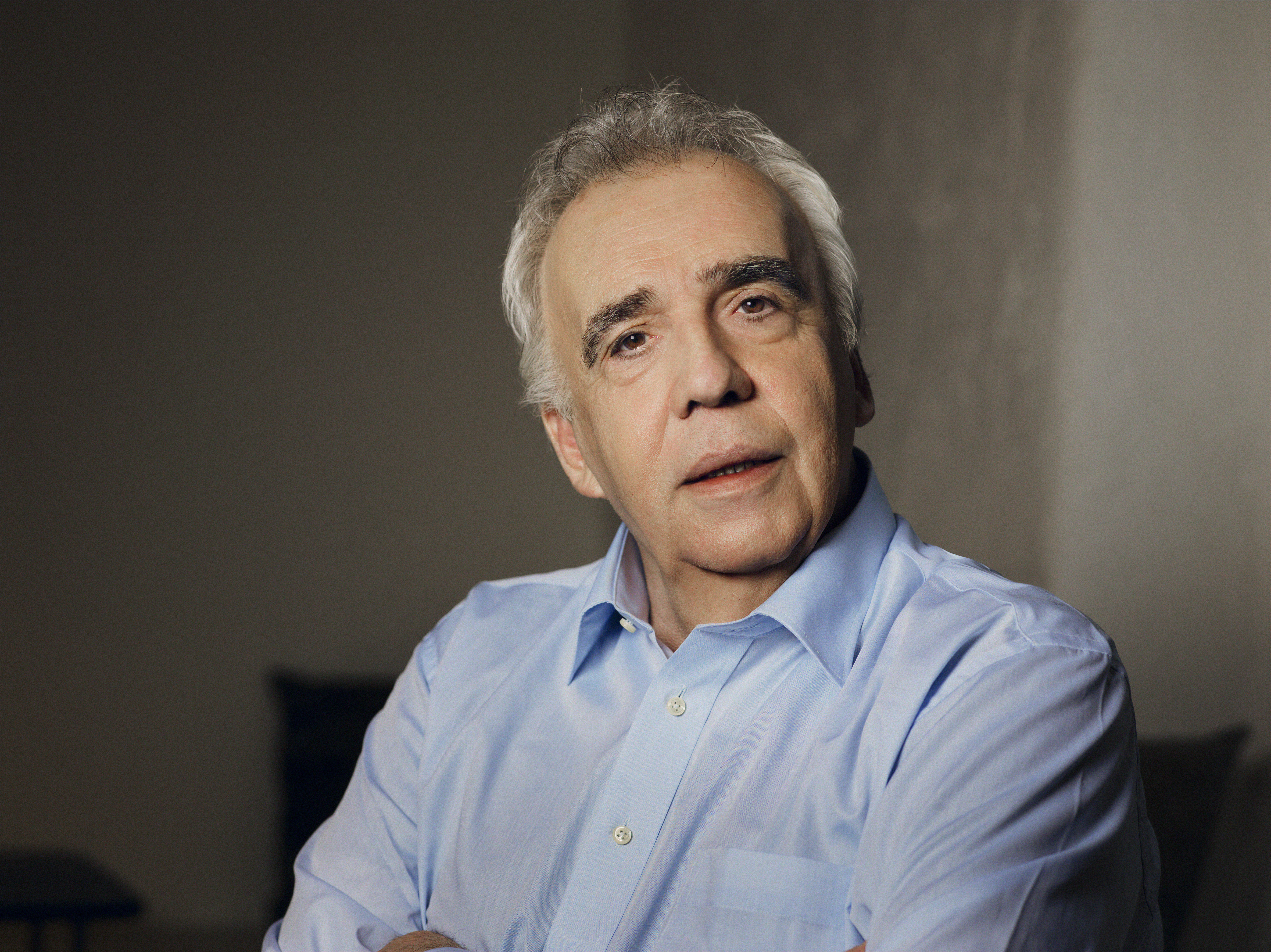
Johannes Voggenhuber (2019)

Johannes Voggenhuber (* 5. Juni 1950 in der Stadt Salzburg) ist ein österreichischer Politiker (Grüne, Jetzt), Autor und Publizist. Er war von 1990 bis 1996 Abgeordneter der Grünen zum österreichischen Nationalrat und von 1995 bis 2009 grünes Mitglied des Europäischen Parlaments.
Er kandidierte mit der Initiative 1 Europa mit Unterstützung der NR-Fraktion Jetzt erfolglos bei der Europawahl in Österreich 2019 und beendete danach seine politische Karriere.

## Leben
Voggenhuber war als Versicherungsfachangestellter tätig und von 1977 bis 1982 Sprecher der Vereinigten Bürgerinitiativen Salzburg/Bürgerliste und ihrer Gemeindefraktion Salzburger Bürgerliste. Von 1982 bis 1987 war er als Stadtrat von Salzburg für Stadtplanung, Altstadtsanierung, Verkehr, Umwelt, Bau und Gewerbe verantwortlich. In seiner Amtszeit stieß er eine Architekturreform an, die unter Beteiligung eines Gestaltungsbeirats europaweit Beachtung fand. Nachdem Salzburg durch die Wohnungsnot der Nachkriegszeit städteplanerisch unkontrolliert gewachsen war, sollten Altstadt und Peripherie qualitätvoll, hin zum zeitgenössischen Bauen, weiterentwickelt werden. Das bekannteste Projekt aus dieser Zeit ist die Forellenwegsiedlung.
Von 1984 bis 1986 trug er als Vorsitzender des Hainburger Einigungskomitees zum Zusammenschluss der Grünen und Alternativen, VGÖ sowie zu einer gemeinsamen Kandidatur zum Nationalrat bei. Voggenhuber lehnte den Bau der atomaren Wiederaufarbeitungsanlage Wackersdorf in Bayern ab. Von 1988 bis 1991 war er Bundesgeschäftsführer der Grünen Alternative und vom 5. November 1990 bis 13. März 1996 Abgeordneter im österreichischen Nationalrat. Von 1990 bis 1992 war er zudem Klubobmann der Grünen im Nationalrat.
Nachdem er ab 1991 die Funktion des Europasprechers der Grünen innegehabt hatte, war Voggenhuber von 1. Jänner 1995 bis 14. Juli 2009 Abgeordneter der Grünen im Europäischen Parlament. Zudem war er von 2002 bis 2003 Mitglied des Verfassungskonvents über eine Europäische Verfassung und ein Verteidiger dessen Entwurfes. Im Jänner 2009 wurde auf einer Sitzung des erweiterten Bundesvorstandes der Grünen beschlossen, dass Voggenhuber nicht auf der Liste der Grünen für die Europawahl 2009 geführt wird, was zu heftigen Kontroversen führte.

## Auszeichnungen
- 2002: Großes Goldenes Ehrenzeichen für Verdienste um die Republik Österreich[5]
- 2003: Mister Konvent aufgrund einer internationalen Journalisten und Journalistinnen Wahl des engagiertesten EU-Parlamentarier im Konvent[6]
- 2006: „Jugendfreundlichster Politiker Österreichs“ – der „Jugendoscar“ der JUFO[7]

## Schriften (Auswahl)
- Dietmar Steiner (Hrsg.): Das Salzburg-Projekt. Entwurf einer europäischen Stadt. Architektur – Politik – Öffentlichkeit. Falter Verlag, Wien 1986, ISBN 3-854-39020-3.
- Berichte an den Souverän. Der Bürger und seine Stadt. Residenz-Verlag, Salzburg/Wien 1988, ISBN 3-7017-0557-7.
- Die Einheit Europas – Grundriss einer europäischen Verfassung. Eigenverlag, 2002.
- Res publica. Reden gegen die Schwerkraft. (Aufsatzsammlung) Residenz-Verlag, St. Pölten/Salzburg 2010, ISBN 978-3-7017-3206-7.
- Möglichkeitsräume gestalten: Eine urbane Rekartografie des Sulzer-Areals in Winterthur, 1989–2009. Verlag Urban Studies, 2012.
- Schillerndes Leben in Salzburg. u. a. Text von Johannes Voggenhuber Wo, wenn nicht hier? Digitalprojekt Salzburg 2016, Szene Salzburg.